# (24995) 1998 OQ
1998 أو كيو (ويعرف أيضًا باسم (24995) 1998 أو كيو وفق تسمية الكوكب الصغير) (بالإنجليزية: 1998 OQ)‏ هو كويكب ضمن حزام الكويكبات؛ وترتيبه 24995 من حيث الاكتشاف.
اكتُشف هذا الجُرم الفلكي بواسطة OCA–DLR Asteroid Survey ‏ في 20 يوليو 1998.

## وصلات خارجية
- (24995) 1998 OQ في قاعدة بيانات مختبر الدفع النفاث لأجرام النظام الشمسي الصغيرة

- الاكتشاف · مخطط المدار ·  العناصر المدارية · المعلمات المادية

- (24995) 1998 OQ على موقع ويكي سكاي: DSS2, SDSS, GALEX, IRAS, Hydrogen α, X-Ray, Astrophoto, Sky Map, Articles and images